# Метчаянгъярви
Метчаянгъярви — озеро на территории Суккозерского сельского поселения Муезерского района Республики Карелии.

## Общие сведения
Площадь озера — 4,7 км², площадь водосборного бассейна — 53,1 км². Располагается на высоте 213,6 метров над уровнем моря.
Форма озера лопастная, продолговатая: оно вытянуто с северо-запада на юго-восток. Берега изрезанные, каменисто-песчаные, местами заболоченные.
В залив на восточной стороне Метчаянгъярви впадает водоток без названия, вытекающий из озера Туохтъярви.
С западной стороны Метчаянгъярви берёт начало река Кукозерка, которая, протекая через ряд небольших озёр, впадает в Янгозеро, из которого берёт начало река Янгозерка, впадающая в озеро Селецкое.
В озере более десяти безымянных островов различной площади, однако их количество может варьироваться в зависимости от уровня воды.
С севера к озеру подходит лесная дорога.
Код объекта в государственном водном реестре — 02020001111102000007154.